# Xã Marshall, Quận Clark, Illinois
Xã Marshall (tiếng Anh: Marshall Township) là một xã thuộc quận Clark, tiểu bang Illinois, Hoa Kỳ. Năm 2010, dân số của xã này là 4.574 người.